# Leptostylus sagittatus
Leptostylus sagittatus là một loài bọ cánh cứng trong họ Cerambycidae.